# Parafia św. Rocha w Nowym Sączu
Parafia pw. Świętego Rocha w Nowym Sączu – parafia rzymskokatolicka znajdująca się w diecezji tarnowskiej, w dekanacie Nowy Sącz Wschód.
W skład terytorium parafii wchodzi część Nowego Sącza z ulicami: Bohaterów Orła Białego, Bolesława Chrobrego, Czereśniowa, Dąbrówki, Grunwaldzka, Grunwaldzka Boczna, Korczaka, Kossaka, Krzykalskiego, Lisa, Mieszka I, Piramowicza, Podbielowska, Przesmyk, Ruczaj, Skalna, Tłoki, Węgierska, Wita Stwosza, Zagościniec, Zakole, Zalesie, Zawiszy Czarnego, Zyndrama i Św. Rocha.

## Historia parafii
Pierwotny kościół w Dąbrówce Polskiej według tradycji miał ufundować ok. 1410 r. król Władysław Jagiełło. Kościół od najdawniejszych czasów przeważnie bywał zamknięty, służył najczęściej jako kaplica cmentarna. Opiekę nad nim sprawowała „gromada” należąca pod zarząd kościelny i sądecka parafia św. Małgorzaty. Kościółkiem opiekował się dużo ks. Piotr Lewandowski, wikariusz w Sączu od 1909 roku. Jego staraniem zostali sprowadzeni konserwatorzy z Krakowa, którzy poddali kościół renowacji. W 1910 r. dach kryty dotychczas gontem został pokryty blachą. Pierwszym księdzem, który zamieszkał na stałe w Dąbrówce był ks. Marcin Kołodziej, który przybył w roku 1918 z Tylmanowej. Od roku 1923 kościołem św. Rocha opiekował się ks. Michał Kuc, wikariusz z Nowego Sącza. Był on zarazem katechetą szkoły im. Tadeusza Kościuszki w Dąbrówce. Jego staraniem została wybudowana plebania. Zamieszkawszy na stałe w Dąbrówce zajął się kościołem, który mimo starań wcześniejszych konserwatorów chylił się ku upadkowi, a na terenie duszpasterskim zaangażował się mocno w pracę wychowawczą. Po śmierci ks. Kuca przez 18 miesięcy nie było stałego księdza. Dojeżdżali księża z „Fary”, a oficjalnie odpowiedzialny za mieszkańców Dąbrówki był ks. Stanisław Nykiel. W roku 1952 przyjechał z Ochotnicy ks. Józef Śledź. Po jego śmierci w 1953 przybył ks. Adam Stachoń, który został pierwszym proboszczem parafii św. Rocha w Nowym Sączu. W 1959 do parafii sprowadzono siostry służebniczki dębickie.
W latach 1973–1991 proboszczem parafii był ks. Michał Smolik. Z biegiem lat w parafii zaczęło przybywać wiernych, dlatego biskup tarnowski Jerzy Ablewicz w 1988 zlecił ks. Józefowi Janasowi budowę nowego kościoła. 18 czerwca 1995 bp Józef Życiński konsekrował kościół pw. Trójcy Przenajświętszej w Nowym Sączu. Ks. Janas wybudował także nową plebanię, a w 1999 utworzył w parafii Niepubliczne Przedszkole "Ochronka" im. bł. Edmunda Bojanowskiego.

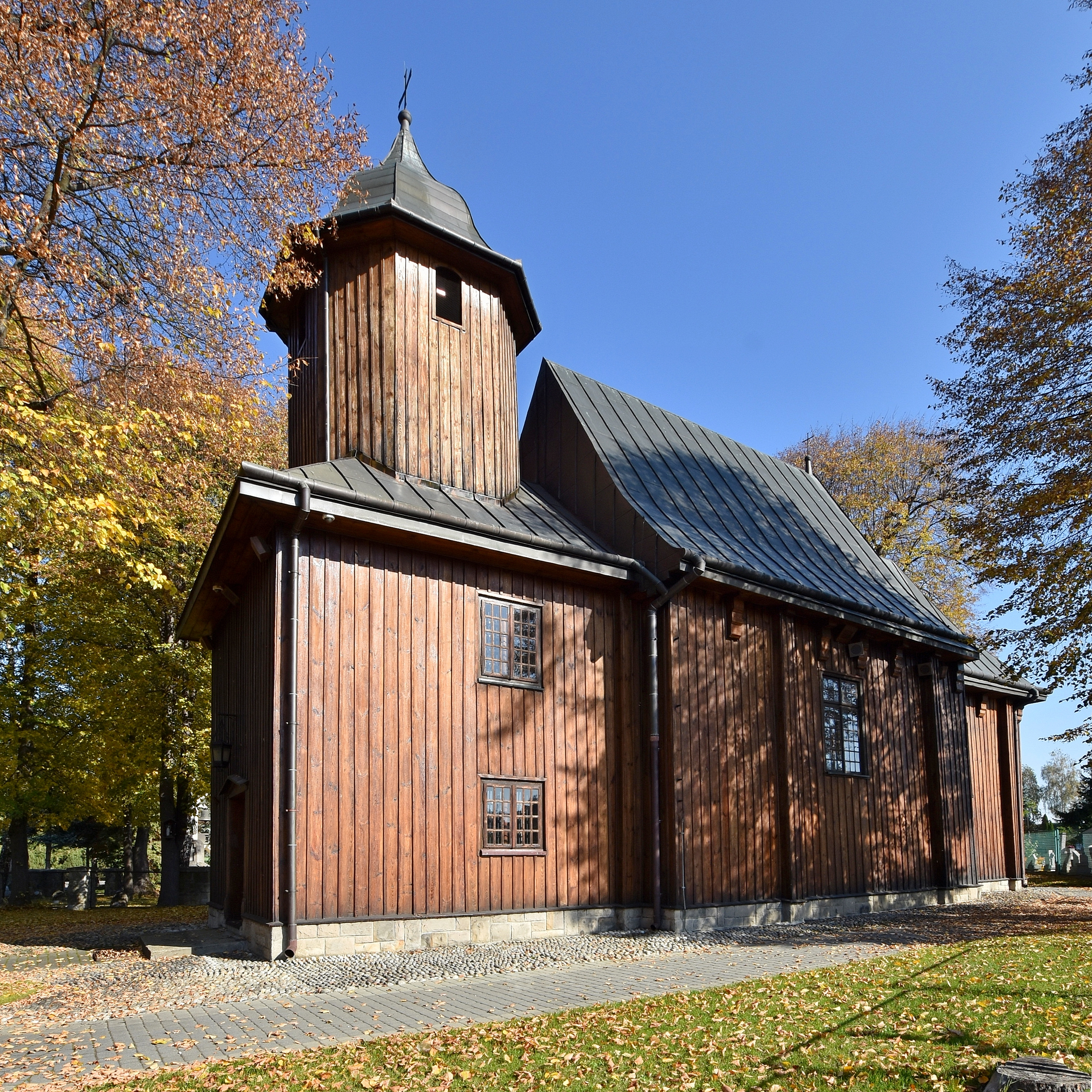
Kościół św. Rocha

## Proboszczowie i rektorzy
- ks. Marcin Kołodziej – 1918-1923 (rektor)[5]
- ks. Michał Kuc – 1923-1951 (rektor)[5]
- ks. Stanisław Nykiel – 1951-1952 (rektor)[5]
- ks. Józef Śledź – 1952-1953 (rektor)[5]
- ks. Adam Stachoń – 1953-1973 (proboszcz)[5]
- ks. Michał Smolik – 1973-1991 (proboszcz)[5]
- ks. Józef Janas – 1991-2023 (proboszcz)[5]
- ks. Marcin Zawiślak – od 2023 (proboszcz)[5]